# 상견니
상견니(중국어 정체자: 想見你, 병음: Xiǎngjiàn Nǐ 샹젠니[*], 직역: 널 보고 싶어, 영어: Someday or One Day)는 대만의 텔레비전 드라마이다. 2019년 11월 17일부터 2020년 2월 16일까지 CTV에서 매주 일요일 밤 10시에 방영되었다. “想見你 不見不散 / 널 보고 싶어: 만날 때까지 떠나지 않을 거야”가 각 에피소드의 뒷 이야기로 방영되었다.

## 줄거리
27살의 여성 황위쉬안은 비행기 사고로 세상을 떠난 남자친구 왕취안성을 보고 싶어한다. 황위쉬안은 그를 그리워하며 그를 다시 보기를 원하며 그에게 메시지를 보낸다. 어느날, 황쉬위안은 의문의 카세트 플레이어와 우바이의 ‘사랑의 끝’이라는 노래가 수록된 카세트 테이프를 받는다.
그는 카세트 플레이어를 들으면서 잠에 빠지는데 1998년으로 갑자기 타임 슬립을 하게 되고 그곳에서 천윈루라는 여고생의 몸에 들어가게 되는데...

## 등장 인물

### 주요 인물
- 커자옌(柯佳嬿,가가연) : 황위쉬안(黃雨萱) 역 / 천윈루(陳韻如) 역
- 쉬광한(許光漢,허광한) : 리쯔웨이(李子維) 역 (왕취안성(王詮勝))
- 스보위 : 모쥔제(莫俊傑) 역

### 그 외
- 옌위린 : 세쭝루(謝宗儒) 역 / 셰즈치(謝芝齊) 역
- 옌이원 : 우잉찬(吳瑛嬋) 역
- 린허쉬안 : 천쓰위안(陳思源) 역
- 장한 : 우원레이(吳文磊) 역
- 궈원이 : 쿤부(昆布) 역
- 우즈칭 : 천차이위(陳財裕)/아차이 (阿財) 역
- 장광천 : 아투(阿脫) 역
- 린쯔산 : 샤오다이(小黛) 역

## 방송시간
| .방송 채널         | 국가/지역 (시간대)       | 방송 기간                          | 방송 시간                                           | 방송 시간 |
| ------------------ | ------------------------ | ---------------------------------- | --------------------------------------------------- | --------- |
| CTV                | 중화민국 (대만) (GMT +8) | 2019년 11월 17일 ~ 2020년 2월 16일 | 매주 일요일 밤 10:00 ~ 11:30                        |           |
| 위시중문대         | 중화민국 (대만) (GMT +8) | 2019년 11월 23일 ~ 2020년 2월 22일 | 매주 토요일 밤 10:00 ~ 11:30                        |           |
| 중천오락대         | 중화민국 (대만) (GMT +8) | 2020년 3월 1일 ~                   | 매주 일요일 밤 10:00 ~ 11:30                        |           |
| Astro쌍성          | 말레이시아               | 2020년 2월 17일 ~                  | 매주 월요일 ~ 금요일 저녁 7:00 ~ 8:00               |           |
| 위라이크           | 대한민국                 | 2020년 4월 18일 ~ 2020년 5월 23일  | 매주 토요일, 일요일 밤 10:00                        |           |
| TVB J2             | 홍콩                     | 2020년 5월 28일 ~                  | 메주 월요일, 화요일, 목요일, 금요일 밤 9:35 ~ 10:35 |           |
| Home Drama Channel | 일본                     | 2020년 7월 16일                    | 매주 목요일 새벽 1:00                               |           |

## 시청률
최저 시청률과 최고 시청률은 시청률 조사회사와 지역별로 시청률에 차이가 있을 수 있습니다.
| 회차        | 방송일      | AGB 닐슨 시청률 | AGB 닐슨 시청률 |
| 2019년      | 2019년      | 2019년          | 2019년          |
| ----------- | ----------- | --------------- | --------------- |
| 제1회       | 11월 17일   | 0.54%           |                 |
| 제2회       | 11월 24일   | 0.57%           |                 |
| 제3회       | 12월 1일    | 0.73%           |                 |
| 제4회       | 12월 8일    | 0.83%           |                 |
| 제5회       | 12월 15일   | 0.96%           |                 |
| 제6회       | 12월 22일   | 1.14%           |                 |
| 제7회       | 12월 29일   | 0.92%           |                 |
| 2020년      |             |                 |                 |
| 제8회       | 1월 5일     | 1.25%           |                 |
| 제9회       | 1월 12일    | 1.30%           |                 |
| 제10회      | 1월 19일    | 1.55%           |                 |
| 제11회      | 2월 2일     | 1.81%           |                 |
| 제12회      | 2월 9일     | 1.83%           |                 |
| 제13회      | 2월 16일    | 2.35%           |                 |
| 평균 시청률 | 평균 시청률 | 1.53%           |                 |

### 결방
- 2020년 1월 26일: 춘절에 영화 “신과함께: 죄와 벌” 방영으로 인해서 결방

## 사운드트랙

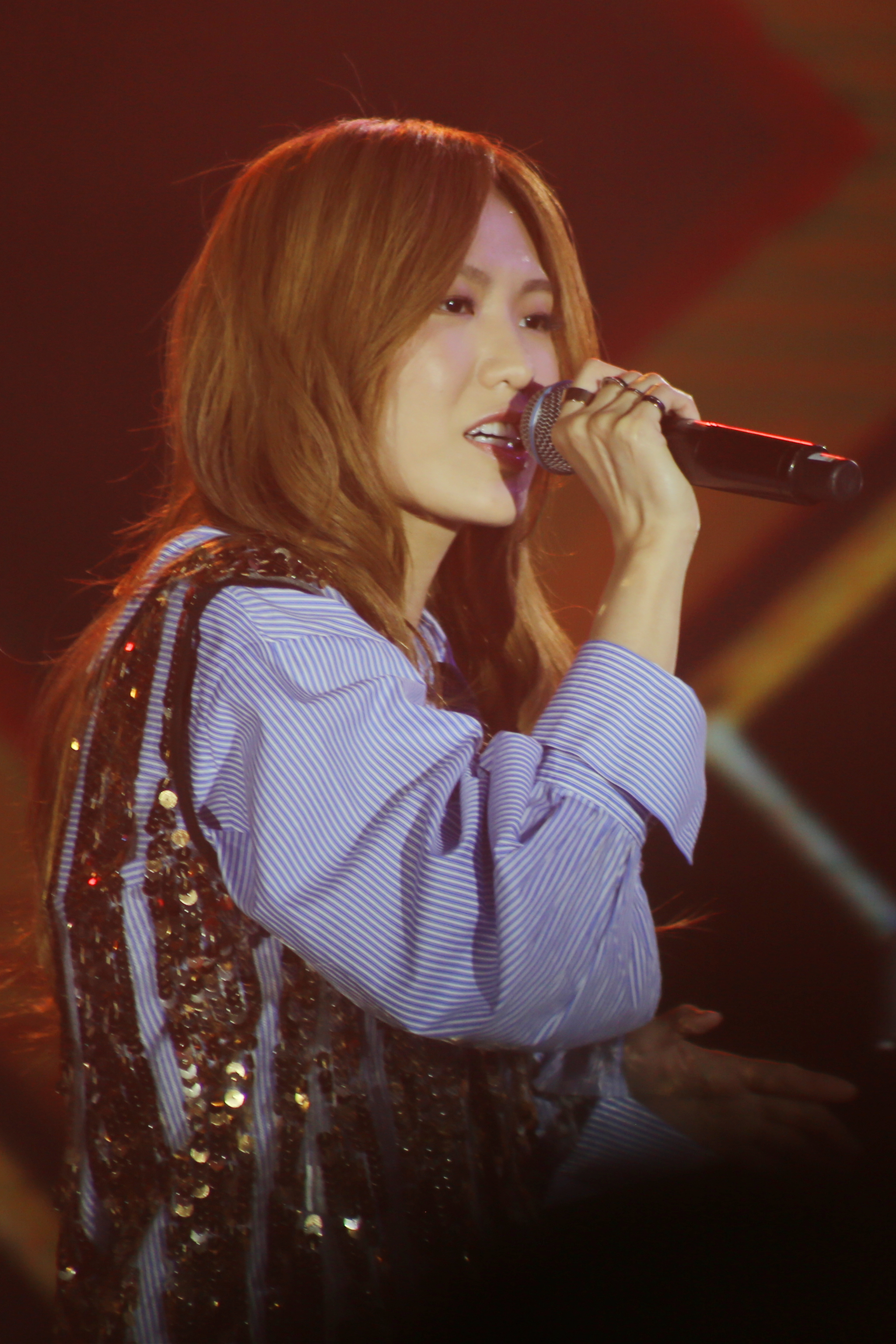
여는 곡 ‘Someday or One Day’와 ‘逃 (Come Away)’를 부르고 있는 Shi Shi

《상견니 OST》(想見你 電視原聲帶)는 락 레코드를 통해서 2020년 5월 6일에 발매되었다..
| #   | 제목                                                                  | 작사              | 작곡      | 가창 음악가       | 재생 시간 |
| --- | --------------------------------------------------------------------- | ----------------- | --------- | ----------------- | --------- |
| 1.  | 〈Last Dance〉                                                        | 우바이            | 우바이    | 우바이&China Blue | 4:31      |
| 2.  | 〈Someday or One Day〉                                                | Christine Welch   | Shi Shi   | Shi Shi           | 4:12      |
| 3.  | 〈想見你想見你想見你 (Miss You 3000 ) 보고 싶어 보고 싶어 보고 싶어〉 | 아푸(831)         | 아푸(831) | 831               | 4:17      |
| 4.  | 〈真的嗎 (Is it true?) 이거 진짜야?〉                                 | 장전위에          | 장전위에  | 모원웨이          | 5:21      |
| 5.  | 〈看見妳的聲音 (See Your Voice) 너의 목소리가 보여〉                  | 천링주            | 천링주    | 천링주            | 4:15      |
| 6.  | 〈逃 (Come Away) 도망〉                                               | Shi Shi Molly Lin | Shi Shi   | Shi Shi           | 4:55      |
| 7.  | 〈秘密 (Secret) 비밀〉                                                | 장전위에          | 장전위에  | 장전위에          | 5:22      |
| 8.  | 〈擁抱 (Embrace) 안아〉                                               | Ashin             | Ashin     | 우웨톈            | 4:14      |
| 9.  | 〈一天 (Someday) 어느날〉                                             | 잔이쥔 황솬       | 황솬      | 황솬              | 4:08      |
| 10. | 〈明天 (Will we remember?) 가까운 미래〉                              | 리위환            | 리위환    | 양나이원          | 5:15      |

| #   | 제목                                                                                     | 재생 시간 |
| --- | ---------------------------------------------------------------------------------------- | --------- |
| 1.  | 〈背著回憶再遇見 추억으로 다시 만나자〉                                                  | 3:20      |
| 2.  | 〈夢裡面的我們在一起很久很久 꿈 속에서 우리는 오랫동안 함께야〉                          | 2:44      |
| 3.  | 〈如果可以回到過去，我會去找你 과거로 돌아갈 수 있다면, 널 만나러 갈게〉                 | 2:29      |
| 4.  | 〈一份白糖粿 백설탕 1인분〉                                                              | 2:48      |
| 5.  | 〈宇宙中最黯淡的那顆星 우주에서 가장 어두운 그 별〉                                      | 3:10      |
| 6.  | 〈無聲的妳，身後無聲的我 소리 없는 너, 그 뒤의 소리 없는 나〉                            | 2:53      |
| 7.  | 〈醒來的第一個念頭，就是我好想好想你 깨어났을 때 처음으로 든 생각, 너가 너무 보고 싶어〉 | 1:59      |
| 8.  | 〈唯一後悔過的事，是讓你離開我身邊 내가 유일하게 후회한 것은 나에게서 떠나라고 한 거야〉 | 1:46      |
| 9.  | 〈不說出口的第三個願望 말하지 못한 세 번째 소원〉                                        | 2:18      |
| 10. | 〈一直住在我心裡的某個人 내 마음속에 살고 있던 누군가〉                                  | 2:12      |
| 11. | 〈如果可以在夢裡見到你 꿈에서 널 볼 수 있었다면〉                                        | 4:51      |
| 12. | 〈你會回到我身邊，總有一天 넌 나에게 돌아올 거야, 언젠가〉                               | 4:41      |

## 타임라인 요약
1998년과 2019년 사이에 일어난 줄거리로 여러 시간대 안에 있다. 전체적인 반복적 흐름은 아래와 같다:
|  |  |                                                      |                                                      |                                                      |                                                      |                                                      |                                                      |  |  |                           |                           |                           |                           |                                |                                |                                       |                                       |                                       |                                       |                                       |                                       |  |  |                                                                 |                                                                 |                                                                 |                                                                 |                                                                 |                                                                 | ← 황위쉬안이 천윈루의 신체로 영혼 교차         |                                           |                                           |                                           |                                                    |                                                    |                                                    |                                                    |                                                    |                                                    |  |  |                                                 |                                                 |                                                 |                                                 |                                                 |                                                 |  |  |                                           |                                           |                                           |                                           |                                           |                                           |  |  |
|  |  |                                                      |                                                      |                                                      |                                                      |                                                      |                                                      |  |  |                           |                           |                           |                           |                                |                                |                                       |                                       |                                       |                                       |                                       |                                       |  |  |                                                                 |                                                                 |                                                                 |                                                                 |                                                                 |                                                                 |                                                |                                           |                                           |                                           |                                                    |                                                    |                                                    |                                                    |                                                    |                                                    |  |  |                                                 |                                                 |                                                 |                                                 |                                                 |                                                 |  |  |                                           |                                           |                                           |                                           |                                           |                                           |  |  |
|  |  | 천윈루 공격 당함 (1998) (17세)                       | 천윈루 공격 당함 (1998) (17세)                       | 천윈루 공격 당함 (1998) (17세)                       | 천윈루 공격 당함 (1998) (17세)                       | 천윈루 공격 당함 (1998) (17세)                       | 천윈루 공격 당함 (1998) (17세)                       |  |  | 천윈루 사망 (1999) (18세) | 천윈루 사망 (1999) (18세) | 천윈루 사망 (1999) (18세) | 천윈루 사망 (1999) (18세) | 천윈루 사망 (1999) (18세)      | 천윈루 사망 (1999) (18세)      |                                       |                                       |                                       |                                       |                                       |                                       |  |  |                                                                 |                                                                 |                                                                 |                                                                 |                                                                 |                                                                 | 황위쉬안 대학생 시절 (2010) (18세)             | 황위쉬안 대학생 시절 (2010) (18세)        | 황위쉬안 대학생 시절 (2010) (18세)        | 황위쉬안 대학생 시절 (2010) (18세)        | 황위쉬안 대학생 시절 (2010) (18세)                 | 황위쉬안 대학생 시절 (2010) (18세)                 |                                                    |                                                    |                                                    |                                                    |  |  |                                                 |                                                 |                                                 |                                                 |                                                 |                                                 |  |  | 황위쉬안 성인이 됨 (2019) (aged 27)       | 황위쉬안 성인이 됨 (2019) (aged 27)       | 황위쉬안 성인이 됨 (2019) (aged 27)       | 황위쉬안 성인이 됨 (2019) (aged 27)       | 황위쉬안 성인이 됨 (2019) (aged 27)       | 황위쉬안 성인이 됨 (2019) (aged 27)       |  |  |
|  |  | 천윈루 공격 당함 (1998) (17세)                       | 천윈루 공격 당함 (1998) (17세)                       | 천윈루 공격 당함 (1998) (17세)                       | 천윈루 공격 당함 (1998) (17세)                       | 천윈루 공격 당함 (1998) (17세)                       | 천윈루 공격 당함 (1998) (17세)                       |  |  | 천윈루 사망 (1999) (18세) | 천윈루 사망 (1999) (18세) | 천윈루 사망 (1999) (18세) | 천윈루 사망 (1999) (18세) | 천윈루 사망 (1999) (18세)      | 천윈루 사망 (1999) (18세)      |                                       |                                       |                                       |                                       |                                       |                                       |  |  |                                                                 |                                                                 |                                                                 |                                                                 |                                                                 |                                                                 | 황위쉬안 대학생 시절 (2010) (18세)             | 황위쉬안 대학생 시절 (2010) (18세)        | 황위쉬안 대학생 시절 (2010) (18세)        | 황위쉬안 대학생 시절 (2010) (18세)        | 황위쉬안 대학생 시절 (2010) (18세)                 | 황위쉬안 대학생 시절 (2010) (18세)                 |                                                    |                                                    |                                                    |                                                    |  |  |                                                 |                                                 |                                                 |                                                 |                                                 |                                                 |  |  | 황위쉬안 성인이 됨 (2019) (aged 27)       | 황위쉬안 성인이 됨 (2019) (aged 27)       | 황위쉬안 성인이 됨 (2019) (aged 27)       | 황위쉬안 성인이 됨 (2019) (aged 27)       | 황위쉬안 성인이 됨 (2019) (aged 27)       | 황위쉬안 성인이 됨 (2019) (aged 27)       |  |  |
|  |  |                                                      |                                                      |                                                      |                                                      |                                                      |                                                      |  |  |                           |                           |                           |                           |                                |                                |                                       |                                       |                                       |                                       |                                       |                                       |  |  |                                                                 |                                                                 |                                                                 |                                                                 |                                                                 |                                                                 | → 황위쉬안의 영혼이 2019년으로 다시 돌아옴     |                                           |                                           |                                           |                                                    |                                                    |                                                    |                                                    |                                                    |                                                    |  |  |                                                 |                                                 |                                                 |                                                 |                                                 |                                                 |  |  |                                           |                                           |                                           |                                           |                                           |                                           |  |  |
|  |  |                                                      |                                                      |                                                      |                                                      |                                                      |                                                      |  |  |                           |                           |                           |                           |                                |                                |                                       |                                       |                                       |                                       |                                       |                                       |  |  |                                                                 |                                                                 |                                                                 |                                                                 |                                                                 |                                                                 |                                                |                                           |                                           |                                           |                                                    |                                                    |                                                    |                                                    |                                                    |                                                    |  |  |                                                 |                                                 |                                                 |                                                 |                                                 |                                                 |  |  |                                           |                                           |                                           |                                           |                                           |                                           |  |  |
|  |  | 천윈루가 리쯔웨이와 모쥔제를 알게 됨 (1998)          | 천윈루가 리쯔웨이와 모쥔제를 알게 됨 (1998)          | 천윈루가 리쯔웨이와 모쥔제를 알게 됨 (1998)          | 천윈루가 리쯔웨이와 모쥔제를 알게 됨 (1998)          | 천윈루가 리쯔웨이와 모쥔제를 알게 됨 (1998)          | 천윈루가 리쯔웨이와 모쥔제를 알게 됨 (1998)          |  |  |                           |                           |                           |                           | 모쥔제는 감옥에 가게 됨 (2000) | 모쥔제는 감옥에 가게 됨 (2000) | 모쥔제는 감옥에 가게 됨 (2000)        | 모쥔제는 감옥에 가게 됨 (2000)        | 모쥔제는 감옥에 가게 됨 (2000)        | 모쥔제는 감옥에 가게 됨 (2000)        |                                       |                                       |  |  |                                                                 |                                                                 |                                                                 |                                                                 |                                                                 |                                                                 |                                                |                                           |                                           |                                           | 황위쉬안은 왕취안성(리쯔웨이)을 사랑하게 됨 (2012) | 황위쉬안은 왕취안성(리쯔웨이)을 사랑하게 됨 (2012) | 황위쉬안은 왕취안성(리쯔웨이)을 사랑하게 됨 (2012) | 황위쉬안은 왕취안성(리쯔웨이)을 사랑하게 됨 (2012) | 황위쉬안은 왕취안성(리쯔웨이)을 사랑하게 됨 (2012) | 황위쉬안은 왕취안성(리쯔웨이)을 사랑하게 됨 (2012) |  |  |                                                 |                                                 |                                                 |                                                 |                                                 |                                                 |  |  | 황위안쉬과 리쯔웨이가 서로 알게 됨 (2019) | 황위안쉬과 리쯔웨이가 서로 알게 됨 (2019) | 황위안쉬과 리쯔웨이가 서로 알게 됨 (2019) | 황위안쉬과 리쯔웨이가 서로 알게 됨 (2019) | 황위안쉬과 리쯔웨이가 서로 알게 됨 (2019) | 황위안쉬과 리쯔웨이가 서로 알게 됨 (2019) |  |  |
|  |  | 천윈루가 리쯔웨이와 모쥔제를 알게 됨 (1998)          | 천윈루가 리쯔웨이와 모쥔제를 알게 됨 (1998)          | 천윈루가 리쯔웨이와 모쥔제를 알게 됨 (1998)          | 천윈루가 리쯔웨이와 모쥔제를 알게 됨 (1998)          | 천윈루가 리쯔웨이와 모쥔제를 알게 됨 (1998)          | 천윈루가 리쯔웨이와 모쥔제를 알게 됨 (1998)          |  |  |                           |                           |                           |                           | 모쥔제는 감옥에 가게 됨 (2000) | 모쥔제는 감옥에 가게 됨 (2000) | 모쥔제는 감옥에 가게 됨 (2000)        | 모쥔제는 감옥에 가게 됨 (2000)        | 모쥔제는 감옥에 가게 됨 (2000)        | 모쥔제는 감옥에 가게 됨 (2000)        |                                       |                                       |  |  |                                                                 |                                                                 |                                                                 |                                                                 |                                                                 |                                                                 |                                                |                                           |                                           |                                           | 황위쉬안은 왕취안성(리쯔웨이)을 사랑하게 됨 (2012) | 황위쉬안은 왕취안성(리쯔웨이)을 사랑하게 됨 (2012) | 황위쉬안은 왕취안성(리쯔웨이)을 사랑하게 됨 (2012) | 황위쉬안은 왕취안성(리쯔웨이)을 사랑하게 됨 (2012) | 황위쉬안은 왕취안성(리쯔웨이)을 사랑하게 됨 (2012) | 황위쉬안은 왕취안성(리쯔웨이)을 사랑하게 됨 (2012) |  |  |                                                 |                                                 |                                                 |                                                 |                                                 |                                                 |  |  | 황위안쉬과 리쯔웨이가 서로 알게 됨 (2019) | 황위안쉬과 리쯔웨이가 서로 알게 됨 (2019) | 황위안쉬과 리쯔웨이가 서로 알게 됨 (2019) | 황위안쉬과 리쯔웨이가 서로 알게 됨 (2019) | 황위안쉬과 리쯔웨이가 서로 알게 됨 (2019) | 황위안쉬과 리쯔웨이가 서로 알게 됨 (2019) |  |  |
|  |  |                                                      |                                                      |                                                      |                                                      |                                                      |                                                      |  |  |                           |                           |                           |                           |                                |                                |                                       |                                       |                                       |                                       |                                       |                                       |  |  |                                                                 |                                                                 |                                                                 |                                                                 |                                                                 |                                                                 | → 리쯔웨이가 왕취안성과 영혼 교차              |                                           |                                           |                                           |                                                    |                                                    |                                                    |                                                    |                                                    |                                                    |  |  |                                                 |                                                 |                                                 |                                                 |                                                 |                                                 |  |  |                                           |                                           |                                           |                                           |                                           |                                           |  |  |
|  |  |                                                      |                                                      |                                                      |                                                      |                                                      |                                                      |  |  |                           |                           |                           |                           |                                |                                |                                       |                                       |                                       |                                       |                                       |                                       |  |  |                                                                 |                                                                 |                                                                 |                                                                 |                                                                 |                                                                 |                                                |                                           |                                           |                                           |                                                    |                                                    |                                                    |                                                    |                                                    |                                                    |  |  |                                                 |                                                 |                                                 |                                                 |                                                 |                                                 |  |  |                                           |                                           |                                           |                                           |                                           |                                           |  |  |
|  |  |                                                      |                                                      |                                                      |                                                      |                                                      |                                                      |  |  |                           |                           |                           |                           |                                |                                | 리쯔웨이 차 사고를 당함 (2003) (22세) | 리쯔웨이 차 사고를 당함 (2003) (22세) | 리쯔웨이 차 사고를 당함 (2003) (22세) | 리쯔웨이 차 사고를 당함 (2003) (22세) | 리쯔웨이 차 사고를 당함 (2003) (22세) | 리쯔웨이 차 사고를 당함 (2003) (22세) |  |  | 모쥔제가 2008년에 감옥에서 나옴 모쥔제는 2010년에 자살함 (27세) | 모쥔제가 2008년에 감옥에서 나옴 모쥔제는 2010년에 자살함 (27세) | 모쥔제가 2008년에 감옥에서 나옴 모쥔제는 2010년에 자살함 (27세) | 모쥔제가 2008년에 감옥에서 나옴 모쥔제는 2010년에 자살함 (27세) | 모쥔제가 2008년에 감옥에서 나옴 모쥔제는 2010년에 자살함 (27세) | 모쥔제가 2008년에 감옥에서 나옴 모쥔제는 2010년에 자살함 (27세) |                                                |                                           |                                           |                                           |                                                    |                                                    |                                                    |                                                    |                                                    |                                                    |  |  |                                                 |                                                 |                                                 |                                                 |                                                 |                                                 |  |  | 리쯔웨이 2019년에 사망 (38세)             | 리쯔웨이 2019년에 사망 (38세)             | 리쯔웨이 2019년에 사망 (38세)             | 리쯔웨이 2019년에 사망 (38세)             | 리쯔웨이 2019년에 사망 (38세)             | 리쯔웨이 2019년에 사망 (38세)             |  |  |
|  |  |                                                      |                                                      |                                                      |                                                      |                                                      |                                                      |  |  |                           |                           |                           |                           |                                |                                | 리쯔웨이 차 사고를 당함 (2003) (22세) | 리쯔웨이 차 사고를 당함 (2003) (22세) | 리쯔웨이 차 사고를 당함 (2003) (22세) | 리쯔웨이 차 사고를 당함 (2003) (22세) | 리쯔웨이 차 사고를 당함 (2003) (22세) | 리쯔웨이 차 사고를 당함 (2003) (22세) |  |  |                                                                 | 모쥔제가 2008년에 감옥에서 나옴 모쥔제는 2010년에 자살함 (27세) | 모쥔제가 2008년에 감옥에서 나옴 모쥔제는 2010년에 자살함 (27세) | 모쥔제가 2008년에 감옥에서 나옴 모쥔제는 2010년에 자살함 (27세) | 모쥔제가 2008년에 감옥에서 나옴 모쥔제는 2010년에 자살함 (27세) | 모쥔제가 2008년에 감옥에서 나옴 모쥔제는 2010년에 자살함 (27세) |                                                |                                           |                                           |                                           |                                                    |                                                    |                                                    |                                                    |                                                    |                                                    |  |  |                                                 |                                                 |                                                 |                                                 |                                                 |                                                 |  |  | 리쯔웨이 2019년에 사망 (38세)             | 리쯔웨이 2019년에 사망 (38세)             | 리쯔웨이 2019년에 사망 (38세)             | 리쯔웨이 2019년에 사망 (38세)             | 리쯔웨이 2019년에 사망 (38세)             | 리쯔웨이 2019년에 사망 (38세)             |  |  |
|  |  |                                                      |                                                      |                                                      |                                                      |                                                      |                                                      |  |  |                           |                           |                           |                           |                                |                                |                                       |                                       |                                       |                                       |                                       |                                       |  |  |                                                                 |                                                                 |                                                                 |                                                                 |                                                                 |                                                                 | 왕취안성 2010년에 바다로 뛰어 내림 (18세)      | 왕취안성 2010년에 바다로 뛰어 내림 (18세) | 왕취안성 2010년에 바다로 뛰어 내림 (18세) | 왕취안성 2010년에 바다로 뛰어 내림 (18세) | 왕취안성 2010년에 바다로 뛰어 내림 (18세)          | 왕취안성 2010년에 바다로 뛰어 내림 (18세)          |                                                    |                                                    |                                                    |                                                    |  |  | 왕취안성 (리쯔웨이) 2017년에 비행기 사고를 당함 | 왕취안성 (리쯔웨이) 2017년에 비행기 사고를 당함 | 왕취안성 (리쯔웨이) 2017년에 비행기 사고를 당함 | 왕취안성 (리쯔웨이) 2017년에 비행기 사고를 당함 | 왕취안성 (리쯔웨이) 2017년에 비행기 사고를 당함 | 왕취안성 (리쯔웨이) 2017년에 비행기 사고를 당함 |  |  |                                           |                                           |                                           |                                           |                                           |                                           |  |  |
|  |  |                                                      |                                                      |                                                      |                                                      |                                                      |                                                      |  |  |                           |                           |                           |                           |                                |                                |                                       |                                       |                                       |                                       |                                       |                                       |  |  |                                                                 |                                                                 |                                                                 |                                                                 |                                                                 |                                                                 | 왕취안성 2010년에 바다로 뛰어 내림 (18세)      | 왕취안성 2010년에 바다로 뛰어 내림 (18세) | 왕취안성 2010년에 바다로 뛰어 내림 (18세) | 왕취안성 2010년에 바다로 뛰어 내림 (18세) | 왕취안성 2010년에 바다로 뛰어 내림 (18세)          | 왕취안성 2010년에 바다로 뛰어 내림 (18세)          |                                                    |                                                    |                                                    |                                                    |  |  | 왕취안성 (리쯔웨이) 2017년에 비행기 사고를 당함 | 왕취안성 (리쯔웨이) 2017년에 비행기 사고를 당함 | 왕취안성 (리쯔웨이) 2017년에 비행기 사고를 당함 | 왕취안성 (리쯔웨이) 2017년에 비행기 사고를 당함 | 왕취안성 (리쯔웨이) 2017년에 비행기 사고를 당함 | 왕취안성 (리쯔웨이) 2017년에 비행기 사고를 당함 |  |  |                                           |                                           |                                           |                                           |                                           |                                           |  |  |
|  |  |                                                      |                                                      |                                                      |                                                      |                                                      |                                                      |  |  |                           |                           |                           |                           |                                |                                |                                       |                                       |                                       |                                       |                                       |                                       |  |  |                                                                 |                                                                 |                                                                 |                                                                 |                                                                 |                                                                 | ← 리쯔웨이가 2003년으로 영혼이 돌아옴          |                                           |                                           |                                           |                                                    |                                                    |                                                    |                                                    |                                                    |                                                    |  |  |                                                 |                                                 |                                                 |                                                 |                                                 |                                                 |  |  |                                           |                                           |                                           |                                           |                                           |                                           |  |  |
|  |  |                                                      |                                                      |                                                      |                                                      |                                                      |                                                      |  |  |                           |                           |                           |                           |                                |                                |                                       |                                       |                                       |                                       |                                       |                                       |  |  |                                                                 |                                                                 |                                                                 |                                                                 |                                                                 |                                                                 |                                                |                                           |                                           |                                           |                                                    |                                                    |                                                    |                                                    |                                                    |                                                    |  |  |                                                 |                                                 |                                                 |                                                 |                                                 |                                                 |  |  |                                           |                                           |                                           |                                           |                                           |                                           |  |  |
|  |  | 셰쭝루는 천윈루를 지킴 셰즈치는 천윈루를 공격 (1998) | 셰쭝루는 천윈루를 지킴 셰즈치는 천윈루를 공격 (1998) | 셰쭝루는 천윈루를 지킴 셰즈치는 천윈루를 공격 (1998) | 셰쭝루는 천윈루를 지킴 셰즈치는 천윈루를 공격 (1998) | 셰쭝루는 천윈루를 지킴 셰즈치는 천윈루를 공격 (1998) | 셰쭝루는 천윈루를 지킴 셰즈치는 천윈루를 공격 (1998) |  |  |                           |                           |                           |                           |                                |                                |                                       |                                       |                                       |                                       |                                       |                                       |  |  |                                                                 |                                                                 |                                                                 |                                                                 |                                                                 |                                                                 |                                                |                                           |                                           |                                           |                                                    |                                                    |                                                    |                                                    |                                                    |                                                    |  |  |                                                 |                                                 |                                                 |                                                 |                                                 |                                                 |  |  | 셰즈치가 리쯔웨이를 살해함 (2019)         | 셰즈치가 리쯔웨이를 살해함 (2019)         | 셰즈치가 리쯔웨이를 살해함 (2019)         | 셰즈치가 리쯔웨이를 살해함 (2019)         | 셰즈치가 리쯔웨이를 살해함 (2019)         | 셰즈치가 리쯔웨이를 살해함 (2019)         |  |  |
|  |  | 셰쭝루는 천윈루를 지킴 셰즈치는 천윈루를 공격 (1998) | 셰쭝루는 천윈루를 지킴 셰즈치는 천윈루를 공격 (1998) | 셰쭝루는 천윈루를 지킴 셰즈치는 천윈루를 공격 (1998) | 셰쭝루는 천윈루를 지킴 셰즈치는 천윈루를 공격 (1998) | 셰쭝루는 천윈루를 지킴 셰즈치는 천윈루를 공격 (1998) | 셰쭝루는 천윈루를 지킴 셰즈치는 천윈루를 공격 (1998) |  |  |                           |                           |                           |                           |                                |                                |                                       |                                       |                                       |                                       |                                       |                                       |  |  |                                                                 |                                                                 |                                                                 |                                                                 |                                                                 |                                                                 | ← 셰즈치가 그의 형인 셰쭝루의 신체로 영혼 교차 |                                           |                                           |                                           |                                                    |                                                    |                                                    |                                                    |                                                    |                                                    |  |  |                                                 |                                                 |                                                 |                                                 |                                                 |                                                 |  |  | 셰즈치가 리쯔웨이를 살해함 (2019)         | 셰즈치가 리쯔웨이를 살해함 (2019)         | 셰즈치가 리쯔웨이를 살해함 (2019)         | 셰즈치가 리쯔웨이를 살해함 (2019)         | 셰즈치가 리쯔웨이를 살해함 (2019)         | 셰즈치가 리쯔웨이를 살해함 (2019)         |  |  |
|  |  |                                                      |                                                      |                                                      |                                                      |                                                      |                                                      |  |  |                           |                           |                           |                           |                                |                                |                                       |                                       |                                       |                                       |                                       |                                       |  |  |                                                                 |                                                                 |                                                                 |                                                                 |                                                                 |                                                                 |                                                |                                           |                                           |                                           |                                                    |                                                    |                                                    |                                                    |                                                    |                                                    |  |  |                                                 |                                                 |                                                 |                                                 |                                                 |                                                 |  |  |                                           |                                           |                                           |                                           |                                           |                                           |  |  |
|  |  | 셰쭝루 가 1998년 코마에 빠짐 (17세)                  | 셰쭝루 가 1998년 코마에 빠짐 (17세)                  | 셰쭝루 가 1998년 코마에 빠짐 (17세)                  | 셰쭝루 가 1998년 코마에 빠짐 (17세)                  | 셰쭝루 가 1998년 코마에 빠짐 (17세)                  | 셰쭝루 가 1998년 코마에 빠짐 (17세)                  |  |  | 셰쭝루 (1999) (18세)      | 셰쭝루 (1999) (18세)      | 셰쭝루 (1999) (18세)      | 셰쭝루 (1999) (18세)      | 셰쭝루 (1999) (18세)           | 셰쭝루 (1999) (18세)           |                                       |                                       |                                       |                                       |                                       |                                       |  |  |                                                                 |                                                                 |                                                                 |                                                                 |                                                                 |                                                                 |                                                |                                           |                                           |                                           |                                                    |                                                    |                                                    |                                                    |                                                    |                                                    |  |  |                                                 |                                                 |                                                 |                                                 |                                                 |                                                 |  |  | 셰즈치 2019년에 체포됨 (32세)             | 셰즈치 2019년에 체포됨 (32세)             | 셰즈치 2019년에 체포됨 (32세)             | 셰즈치 2019년에 체포됨 (32세)             | 셰즈치 2019년에 체포됨 (32세)             | 셰즈치 2019년에 체포됨 (32세)             |  |  |
|  |  | 셰쭝루 가 1998년 코마에 빠짐 (17세)                  | 셰쭝루 가 1998년 코마에 빠짐 (17세)                  | 셰쭝루 가 1998년 코마에 빠짐 (17세)                  | 셰쭝루 가 1998년 코마에 빠짐 (17세)                  | 셰쭝루 가 1998년 코마에 빠짐 (17세)                  | 셰쭝루 가 1998년 코마에 빠짐 (17세)                  |  |  | 셰쭝루 (1999) (18세)      | 셰쭝루 (1999) (18세)      | 셰쭝루 (1999) (18세)      | 셰쭝루 (1999) (18세)      | 셰쭝루 (1999) (18세)           | 셰쭝루 (1999) (18세)           |                                       |                                       |                                       |                                       |                                       |                                       |  |  |                                                                 |                                                                 |                                                                 |                                                                 |                                                                 |                                                                 |                                                |                                           |                                           |                                           |                                                    |                                                    |                                                    |                                                    |                                                    |                                                    |  |  |                                                 |                                                 |                                                 |                                                 |                                                 |                                                 |  |  | 셰즈치 2019년에 체포됨 (32세)             | 셰즈치 2019년에 체포됨 (32세)             | 셰즈치 2019년에 체포됨 (32세)             | 셰즈치 2019년에 체포됨 (32세)             | 셰즈치 2019년에 체포됨 (32세)             | 셰즈치 2019년에 체포됨 (32세)             |  |  |
|  |  |                                                      |                                                      |                                                      |                                                      |                                                      |                                                      |  |  |                           |                           |                           |                           |                                |                                |                                       |                                       |                                       |                                       |                                       |                                       |  |  |                                                                 |                                                                 |                                                                 |                                                                 |                                                                 |                                                                 | → 셰즈치가 2019년으로 영혼이 돌아옴            |                                           |                                           |                                           |                                                    |                                                    |                                                    |                                                    |                                                    |                                                    |  |  |                                                 |                                                 |                                                 |                                                 |                                                 |                                                 |  |  |                                           |                                           |                                           |                                           |                                           |                                           |  |  |
|  |  |                                                      |                                                      |                                                      |                                                      |                                                      |                                                      |  |  |                           |                           |                           |                           |                                |                                |                                       |                                       |                                       |                                       |                                       |                                       |  |  |                                                                 |                                                                 |                                                                 |                                                                 |                                                                 |                                                                 |                                                |                                           |                                           |                                           |                                                    |                                                    |                                                    |                                                    |                                                    |                                                    |  |  |                                                 |                                                 |                                                 |                                                 |                                                 |                                                 |  |  |                                           |                                           |                                           |                                           |                                           |                                           |  |  |

## 마지막 화 영상 유출 사건
타이완에서의 마지막 화 방송일인 2020년 2월 16일을 6일 남긴 2월 10일에 마지막 화의 엔딩이 인터넷을 통해서 유출된 것이 밝혀졌다. 그 다음 날, 제작 스태프는 공식 성명을 발표했으며 유출된 엔딩은 최종판으로 하지 않고 시청자에게는 시청하지 말고, 해적판 링크를 배포하지 않는 등을 설득하는 것과 함께 드라마의 공식 SNS에 특전 영상 ‘또 다른 엔딩’을 마지막 화의 방영 종료 직후에 공개했다
그 후, 팬 서비스의 일환으로 마지막 화 방영 다음날에 해당 드라마의 주제가를 부른 Shi Shi와 831이 여는 곡과 닫는 곡을 크로스오버시킨 뮤직 비디오를 발표하였다.

## 동시간대 경쟁 프로그램
- 《경자삼림》 (FTV)
- 《초급홍인방》 (삼립대만대)
- 《망홍적풍광세계》 (TTV)
- 《근사어접문》 (TTV)